# Dinotrema longisoma
Dinotrema longisoma är en stekelart som beskrevs av Papp 2003. Dinotrema longisoma ingår i släktet Dinotrema och familjen bracksteklar. Inga underarter finns listade i Catalogue of Life.